# 柏原弥三郎
柏原 弥三郎 為永（かしわばら やさぶろう ためなが、? - 1201年）は、鎌倉時代の武士。源頼朝に仕えた。
屋島、壇ノ浦の合戦で武功があり柏原庄の地頭並びに京都警備の大役をおおせつけられる。
のち寺社領を押領する等で訴えられて、近江守護佐々木定綱の討伐をうける。京都での幕府の影響力増大を嫌う朝廷、京に兵を出して朝廷を威圧したい幕府の思惑により柏原弥三郎は濡れ衣を着せられたとの説もある。

## 墓所
2011年まで滋賀県米原市柏原の勝専寺の寺務所（私邸）南側に鎌倉時代からの墓石があった。 
その後は寺から柏原の別の墓地に移動されている。